# Mečovka pruhovaná
Mečovka pruhovaná (latinsky: Xiphophorus multilineatus, slovensky: Mečúň pruhovaný, anglicky: High-Backed Pygme Swordtail). Ryba se vyskytuje ve sladkých vodách zemí Střední Ameriky. Rybu vědecky popsali v roce 1990 američtí ichtyologové Mary Rauchenberger, Klaus D. Kallman a Donald C. Morizot.

## Popis
Základní zbarvení přírodní formy je stříbrně světlé tělo s nepravidelnými tmavšími pruhy, zadní část těla má modrý nádech, spodní část mečíku je černá. Samci dorůstají 4,5 cm, samice dorůstají 5 cm. Samice je zavalitější. Pohlaví ryb je snadno rozeznatelné: samci mají pohlavní orgán gonopodium, samice klasickou řitní ploutev.

## Biotop
Ryba žije ve sladkých vodách Střední Ameriky, v potocích, např. v Rio Coy, přitékajících do řeky Rio Panuco ve státě San Luis Potosi v Mexiku. Obydlí rychle tekoucí řeky, vyskytuje se převážně v porostech vodních rostlin nebo pod převislou pobřežní vegetaci.

## Chov v akváriu
- Chov ryby: Pro chov je snadný, převaha samic nad samci je žádoucí. Ryba prospívá ve větších nádržích, kde má možnost plavat, silnější proudění vody je nutnost.[4]
- Teplota vody: 23–26°C[4]
- Kyselost vody: 7,0–8,0pH[4]
- Tvrdost vody: 5–18°dGH[4]
- Krmení: Jedná se o všežravou rybu, preferuje živou potravu (perloočky, komáří larvy), přijímá také vločkové, nebo mražené krmivo. Okusuje řasy. Pro dobré vybarvení a růst by strava měla být pestrá.[4]
- Rozmnožování: Březost trvá přibližně 4–6 týdnů (24–28 dnů). Samice rodí 10–30 (10–15–20) mláďat, dle své velikosti. Samice mají před porodem černou skvrnu zralosti a výrazně hranaté velké bříško. Po porodu je vhodné potěr odlovit, nebo k porodu použít líhničku.[4][5]